# Sinja Glava
Sinja Glava (cyr. Сиња Глава) – wieś w Serbii, w okręgu pirockim, w mieście Pirot. W 2011 roku liczyła 56 mieszkańców.